# Giorgi Siczinawa
Giorgi Siczinawa, (gruz. გიორგი სიჭინავა, ros. Георгий Владимирович Сичинава, Gieorgij Władimirowicz Siczinawa ur. 15 września 1944 w Gagrach, Gruzińska SRR) – gruziński piłkarz, grający na pozycji pomocnika, reprezentant Związku Radzieckiego.

## Kariera piłkarska

### Kariera klubowa
W 1960 rozpoczął karierę piłkarską w Dinamie Tbilisi, w którym występował przez 10 lat. W 1972 zakończył karierę piłkarską w Metalurg Rustawi.

### Kariera reprezentacyjna
22 listopada 1964 debiutował w reprezentacji Związku Radzieckiego w spotkaniu towarzyskim z Jugosławią zremisowanym 1:1. Łącznie rozegrał 8 meczów.

## Kariera trenerska
Po zakończeniu kariery piłkarskiej pracował jako trener, szkoląc dzieci w Szkole Piłkarskiej w Gagrach. Po rozpoczęciu wojny w Abchazji przeniósł się do Soczi.

## Sukcesy i odznaczenia

### Sukcesy klubowe
- mistrz ZSRR: 1964
- wicemistrz ZSRR: 1962
- brązowy medalista Mistrzostw ZSRR: 1967

### Sukcesy reprezentacyjne
- uczestnik Mistrzostw Świata: 1966

### Sukcesy indywidualne
- wybrany do listy 33 najlepszych piłkarzy ZSRR: Nr 2 (1964), Nr 3 (1961, 1962, 1966)

### Odznaczenia
- tytuł Mistrza Sportu Klasy Międzynarodowej: 1966